# Hysterocrates
Hysterocrates es un género de arañas que pertenece a la familia Theraphosidae (tarántulas).

## Distribución
Las especies de este género se encuentran en África ecuatorial y occidental.

## Especies
- Hysterocrates affinis Strand, 1907
- Hysterocrates apostolicus Pocock, 1900
- Hysterocrates crassipes Pocock, 1897
- Hysterocrates didymus Pocock, 1900
- Hysterocrates ederi Charpentier, 1995
- Hysterocrates gigas Pocock, 1897
- Hysterocrates greeffi (Karsch, 1884)
- Hysterocrates greshoffi (Simon, 1891)
- Hysterocrates haasi Strand, 1906
- Hysterocrates hercules Pocock, 1899
- Hysterocrates laticeps Pocock, 1897
- Hysterocrates maximus Strand, 1906
- Hysterocrates ochraceus Strand, 1907
- Hysterocrates robustus Pocock, 1899
- Hysterocrates scepticus Pocock, 1900
- Hysterocrates sjostedti Thorell, 1899
- Hysterocrates spellenbergi Strand, 1906
- Hysterocrates vosseleri Strand, 1906
- Hysterocrates weileri Strand, 1906

## Publicación natural
- Simon, 1892: Histoire naturelle des araignées. París, vol. 1, pp. 1-256.